# Cabadzi
Cabadzi est un groupe de musique français fondé en 2009 par Olivier Garnier et Victorien Bitaudeau.

## Histoire

### Débuts
À l’origine compagnie de nouveau cirque fondée par Olivier Garnier, Cabadzi commence sa carrière musicale en mars 2009 avec un premier opus, une maquette intitulée Émeutes de souffles enregistrée au Studio de l’Antenne, sur laquelle on retrouve Lucie Gerbet (chanteuse du groupe jusqu’en 2010). D’abord destiné à promouvoir leur spectacle 13èmes à table, cette musique trouve très vite un certain écho auprès des radios du réseau Ferarock, de Radio Néo et de France Inter, et se retrouve chroniquée dans le magazine Elle.
En 2010, Cabadzi est désigné « Découvertes » du Printemps de Bourges. Le groupe participe également à la tournée Hos Ayas, festival de musiques franco-mongoles, de septembre à novembre 2010, au cours duquel ils font la rencontre du groupe Altaï Khangaï avec qui ils enregistrent le morceau qui donne le titre à leur premier album : Digère et recrache.

### Digère et recrache
Tout en continuant à tourner, Cabadzi commence l'enregistrement de son premier véritable album en avril 2011, en s'entourant à la réalisation de Julien Chirol, au studio Etlanuit, à Montreuil. L'album Digère et recrache sort le 27 février 2012 chez L'Autre Distribution. Les singles Lâchons-les et Le temps passe sont diffusés sur France Inter, Le Mouv' et Oui FM. Ils présentent leur album dans diverses émissions comme Le Pont des artistes d'Isabelle Dhordain, Les Affranchis d'Isabelle Giordano, Ouvert la nuit, Encore un matin de Didier Varrod sur France Inter, Bienvenue à l'hôtel sur Europe 1, La Session Live sur France Info et CD'Aujourd'hui sur France 2.
En 2012 et 2013, ils effectuent une tournée de plus de cent dates. Ils se produisent notamment au Printemps de Bourges, aux Francofolies de La Rochelle, au Paléo Festival Nyon et au Festival Jersey Live. Ils sont également lauréats du Fonds d'action et d'initiative rock en 2013 aux côtés de Lescop, Mina Tindle et Odezenne. La tournée de ce premier album se termine en Colombie, où ils effectuent onze dates au mois de septembre 2013.

### Des angles et des épines
Des angles et des épines, leur second album, sort en octobre 2014. Le single Cent fois est dévoilé quelques mois avant, en juin 2014, alors qu'ils sont de nouveau en tournée en Colombie, cette fois-ci pour commencer le travail de scène de leur nouvel album. 
L'émission de radio Si tu écoutes, j'annule tout, présentée par Charline Vanhoenacker et Alex Vizorek sur France Inter utilise le titre Cent fois pour le générique et cet habillage sonore est conservé lors que l'émission devient Par Jupiter ! en 2017 puis C'est encore nous ! en 2022.
Attachés aux objets homemade, ils sortent Des ANGLES ET DES ÉPines sous forme d'un gros coffret numéroté.

### Cabadzi x Blier
En 2017, le groupe sort son troisième album, Cabadzi x Blier.

### Burrhus
En mars 2021, Cabadzi sort Burrhus, album qui contient 16 pistes. L’album, avec des morceaux comme Les Pigeons de Skinner I et Les Pigeons de Skinner II, s’inspire des travaux de Burrhus Frederic Skinner — notamment de la Boîte de Skinner. La comparaison avec l’humain amène à un « triste constat » : « l’Homme ne court pas après l’amour, non,  il cherche la récompense, son reflet dans le regard de l’autre. » Ainsi, dans Les pigeons de Skinner II, Cabadzi suggère que l’humain, dans son utilisation des applications web, agit de la même manière que le pigeon à la recherche de sa récompense (nourriture), il appuie sur le bouton dans l’espoir « d’une vue, un like, un partage, un commentaire. »

## Genre musical
Parfois comparée à Fauve, la musique produite par le groupe est « hybride », entre hip-hop, rock et électro.